# Förlanda socken
Förlanda socken i Halland ingick i Fjäre härad, ingår sedan 1974 i Kungsbacka kommun och motsvarar från 2016 Förlanda distrikt.
Socknens areal är 54,30 kvadratkilometer, varav 49,32 land. År 2000 fanns här 560 invånare. Kyrkbyn Förlanda med sockenkyrkan Förlanda kyrka ligger i socknen.  

## Administrativ historik
Förlanda socken har medeltida ursprung.
Vid kommunreformen 1862 övergick socknens ansvar för de kyrkliga frågorna till Förlanda församling och för de borgerliga frågorna till Förlanda landskommun. Landskommunen uppgick 1952 i Fjärås landskommun som sedan 1974 uppgick i Kungsbacka kommun.  Församlingen uppgick 2013 i Fjärås-Förlanda församling.
1 januari 2016 inrättades distriktet Förlanda, med samma omfattning som församlingen hade 1999/2000.  
Socknen har tillhört fögderier och domsagor enligt Fjäre härad. De indelta båtsmännen tillhörde Norra Hallands första båtsmanskompani.

## Geografi
Förlanda socken ligger sydost om Kungsbacka med sjön Lygnern i norr och längs Löftaåns dalgång i söder. Socknen är en skogig och karg bergstrakt utanför Loftaåns dalgång. Lygnern som är största insjö delas med Sätila och Tostareds socknar i Marks kommun samt Fjärås socken i Kungsbacka kommun. Andra betydande sjöar är Skärsjön som delas med Fjärås och Gällinge socknar samt Lövsjö som delas med Horreds socken i Marks kommun.
1700-talsbyn Äskhults by ligger i socknen.

## Fornlämningar
Från stenåldern finns lösfynd, en boplats och en hällkista. Från bronsåldern finns stensättningar och skålgropsstenar.

## Namnet
Namnet (1440 Förlanda) kommer från kyrkbyn. Namnet innehåller förland, 'mark omedelbart utanför den odlade jorden'.

## Befolkningsutveckling
| Befolkningsutvecklingen i Förlanda socken 1750–1990                                                     | Befolkningsutvecklingen i Förlanda socken 1750–1990 | Befolkningsutvecklingen i Förlanda socken 1750–1990 | Befolkningsutvecklingen i Förlanda socken 1750–1990 | Befolkningsutvecklingen i Förlanda socken 1750–1990 |
| --- | --------------------------------------------------- | --------------------------------------------------- | --------------------------------------------------- | --------------------------------------------------- |
| |                                                     |                                                     |                                                     |                                                     |
| År |                                                     |                                                     | Folkmängd                                           |                                                     |
| 1750 | 1750                                                |                                                     | 654                                                 |                                                     |
| 1760 | 1760                                                |                                                     | 700                                                 |                                                     |
| 1780 | 1780                                                |                                                     | 752                                                 |                                                     |
| 1790 | 1790                                                |                                                     | 787                                                 |                                                     |
| 1800 | 1800                                                |                                                     | 820                                                 |                                                     |
| 1810 | 1810                                                |                                                     | 816                                                 |                                                     |
| 1820 | 1820                                                |                                                     | 811                                                 |                                                     |
| 1830 | 1830                                                |                                                     | 890                                                 |                                                     |
| 1840 | 1840                                                |                                                     | 863                                                 |                                                     |
| 1850 | 1850                                                |                                                     | 891                                                 |                                                     |
| 1860 | 1860                                                |                                                     | 958                                                 |                                                     |
| 1870 | 1870                                                |                                                     | 975                                                 |                                                     |
| 1880 | 1880                                                |                                                     | 964                                                 |                                                     |
| 1890 | 1890                                                |                                                     | 963                                                 |                                                     |
| 1900 | 1900                                                |                                                     | 909                                                 |                                                     |
| 1910 | 1910                                                |                                                     | 844                                                 |                                                     |
| 1920 | 1920                                                |                                                     | 763                                                 |                                                     |
| 1930 | 1930                                                |                                                     | 721                                                 |                                                     |
| 1940 | 1940                                                |                                                     | 665                                                 |                                                     |
| 1950 | 1950                                                |                                                     | 557                                                 |                                                     |
| 1960 | 1960                                                |                                                     | 482                                                 |                                                     |
| 1970 | 1970                                                |                                                     | 435                                                 |                                                     |
| 1980 | 1980                                                |                                                     | 450                                                 |                                                     |
| 1990 | 1990                                                |                                                     | 503                                                 |                                                     |
| Anm: Källor: Umeå universitet - Tabellverket 1749-1859, Demografiska databasen, CEDAR, Umeå universitet |                                                     |                                                     |                                                     |                                                     |